# Собрание
Собрание (укр. Збірка) — збірка композицій гурту «Король и Шут», яку було видано 1 березня 2001 року. Повностью складається з пісней минулих років. Також до альбому було додано студійну версію «Ели мясо мужики», нову версію пісні «Рыбак» та інструментальну композицію пісні «Молотов». Також на дісці присутні николи до цього не видана концертна версія пісні «Прыгну со скалы» з вокалом Горшеньова та Князєва, разом з концертними версіями пісень «Любовь и пропеллер», «Мотоцикл» й «Валет и Дама». Останні три треки було додано лише до подарунковий версії. У 2003 році збірник було перевидано, до нового видання було додано усі треки.

## Список композицій
| #   | Назва                     | Автор слів   | Автор музики | Тривалість |
| --- | ------------------------- | ------------ | ------------ | ---------- |
| 1.  | «Камнем по голове»        | А. Князєв    | М. Горшеньов | 2:35       |
| 2.  | «Два Вора и монета»       | А. Князєв    | М. Горшеньов | 2:13       |
| 3.  | «Сапоги мертвеца»         | А. Князєв    | М. Горшеньов | 2:27       |
| 4.  | «Садовник»                | А. Князєв    | М. Горшеньов | 3:42       |
| 5.  | «Два друга и разбойники»  | А. Князєв    | М. Горшеньов | 2:12       |
| 6.  | «Дурак и молния»          | А. Князєв    | М. Горшеньов | 1:53       |
| 7.  | «Охотник»                 | А. Князєв    | М. Горшеньов | 2:33       |
| 8.  | «Песня мушкетёров»        | А. Князєв    | А. Князєв    | 3:47       |
| 9.  | «Тяни»                    | А. Князєв    | А. Князєв    | 2:54       |
| 10. | «Мотоцикл»                | А. Князєв    | О. Балунов   | 2:51       |
| 11. | «Смельчак и ветер»        | А. Князєв    | М. Горшеньов | 2:57       |
| 12. | «Кукла колдуна»           | А. Князєв    | А. Князєв    | 3:23       |
| 13. | «От женщин кругом голова» | А. Князєв    | М. Горшеньов | 1:28       |
| 14. | «Любовь и пропеллер»      | А. Князєв    | М. Горшеньов | 2:36       |
| 15. | «Наблюдатель»             | А. Князєв    | А. Князєв    | 4:43       |
| 16. | «Валет и Дама»            | А. Князєв    | М. Горшеньов | 3:09       |
| 17. | «Ведьма и Осёл»           | А. Князєв    | А. Князєв    | 2:56       |
| 18. | «Отец и маски»            | А. Князєв    | М. Горшеньов | 3:01       |
| 19. | «Лесник»                  | А. Князєв    | М. Горшеньов | 3:08       |
| 20. | «Забытые ботинки»         | А. Князєв    | А. Князєв    | 2:47       |
| 21. | «Король и шут»            | А. Князєв    | М. Горшеньов | 2:38       |
| 22. | «Прыгну со скалы»         | А. Князєв    | А. Князєв    | 3:13       |
| 23. | «Собрание»                | М. Горшеньов | М. Горшеньов | 4:04       |
| 24. | «Ели мясо мужики»         | А. Князєв    | М. Горшеньов | 2:14       |
| 25. | «Рыбак»                   | А. Князєв    | М. Горшеньов | 1:41       |
| 26. | «Молотов»                 |              | М. Горшеньов | 4:25       |

## Музиканти
- Михайло Горшеньов (Горшок) — вокал, музика
- Андрій Князєв (Князь) — вокал, вірші, музика
- Олександр Балунов (Балу) — бас-гітара,бек-вокал, вокал (4,6,8,10-12,14,17-19,24)
- Яків Цвіркунов — гітара, бек-вокал, вокал (8,17,19,24)
- Олександр Щигольов (Поручик) — ударні
- Марія Нефьодова — скрипка